# Gotthunskampmühle Woldegk

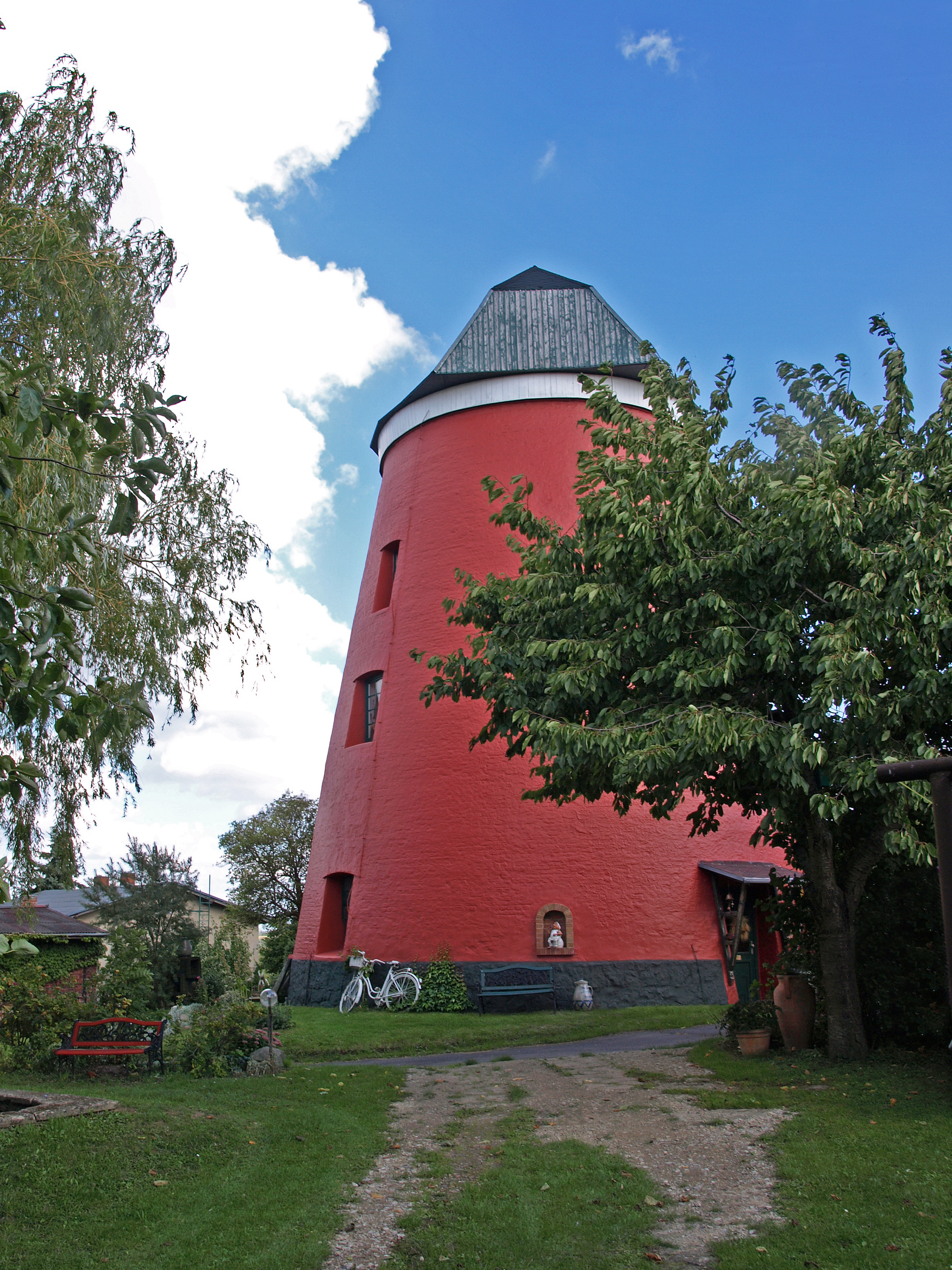

Die Gotthunskampmühle, auch Gotteskampmühle oder Töpfermühle genannt, in Woldegk (Landkreis Mecklenburgische Seenplatte, Mecklenburg-Vorpommern), Gotteskamp 7, wurde 1895 gebaut und ist heute ein privates Gebäude mit Wohnung und der Töpferei Saalfeld.
Das Gebäude steht unter Denkmalschutz.

## Geschichte
Woldegk, die Stadt der Windmühlen mit 4315 Einwohnern (2019), wurde zwischen 1236 und 1250 angelegt und war eine wichtige Grenzstadt der Herrschaft Stargard.
Woldegk liegt am Fuße einer Erhebung, dem 179 Meter hohen Helpter Berg. Deshalb wurde hier zum Ende des 16. Jahrhunderts die erste von mehreren Windmühlen erbaut. Es sind von den ursprünglich sieben Mühlen noch fünf gut erhaltene unterschiedliche Mühlen außerhalb der Altstadt am Mühlenrundweg erhalten: Buddesche Mühle, Ehlertsche Mühle, Windmühle und Mühlencafé sowie etwas entfernter die Fröhlckesche Mühle (Seemühle) und die Gotthunskampmühle, die beide nur von außen betrachtet werden können.
Zunächst stand hier im Süden der Stadt eine am Ende des 19. Jahrhunderts abgerissene Bockwindmühle. Die neue dreigeschossige runde Holländermühle als rotfarbener Turmholländer mit einer drehbaren achteckigen Haube (oder Kappe) wurde 1895 gebaut. 1943 stellte sie ihren Betrieb ein. Die maschinelle Ausstattung wurde verkauft. Zu ihrer Erhaltung wurde 1978 einer Nutzung zu Wohnzwecken zugestimmt. Der neue Besitzer sanierte ab 1983 das Mauerwerk und die baufällige Turmhaube. Eine neue Windrose ermöglicht wieder das Drehen des Mühlenkopfes ohne Flügel. Da hier aktuell eine Töpferei besteht wird sie auch als Töpfermühle oder wegen der roten Farbe Moulin Rouge genannt.